# Wallace Kyle
Sir Wallace Hart Kyle GCB KCVO CBE DSO DFC KStJ (* 22. Januar 1910 in Kalgoorlie, Western Australia, Australien; † 31. Januar 1988 in Lymington, Hampshire, England) war ein australischer Offizier der britischen Royal Air Force (RAF) und später Gouverneur von Western Australia. 

## Leben
Geboren in Kalgoorlie, Western Australia, wurde Kyle in England ausgebildet, wo er die Guildford School in Guildford, Surrey, und das RAF College in Cranwell, Lincolnshire, besuchte. 1929 trat Kyle als Offizier in die Royal Air Force ein. 1936 wechselte er zur Royal Australian Air Force, kehrte aber 1938 als Kommandeur eines Ausbildungsgeschwaders in die Royal Air Force nach Großbritannien zurück. Während des Zweiten Weltkriegs kommandierte als Pilot von Aufklärungs- und Bomberflugzeugen die Einsätze verschiedene Geschwader und Gruppen der Royal Air Force gegen Deutschland. Ab 1955 wurde er während des Malayan Emergency im Guerillakrieg gegen malayischen Separatisten eingesetzt. Er stieg 1964 in den Rang eines Air Chief Marshal auf. 1962 wurde er Vize-Chef des Luftwaffenstabes (Vice Chief of the Air Staff) und 1969 Commander-in-Chief des Bomber Command und 1968 des Strike Command. 1975 wurde er Gouverneur von Western Australia. Dieses Amt führte er bis 1980, bevor er später nach England kam. Dort starb er am 31. Januar 1988.